# Gheneral Toșevo
Gheneral Toșevo (în bulgară Генерал Тошево; în trecut, Casim) este un oraș în comuna Gheneral Toșevo, Regiunea Dobrici, Dobrogea de Sud, Bulgaria.
Localitatea își are denumirea actuală în onoarea generalului Ștefan Toșev. 
Între 1913 și 1940, satul a făcut parte din România, fiind reședința plășii Casim din județul Caliacra. Majoritatea locuitorilor erau români. Lângă localitate au mai existat trei așezări (azi dispărute) ce se numeau în timpul administrației românești: Mangilar, Cioban-Cuius (Pastir în bulgară) și Mamucichioi (Malovets în bulgară). În Cioban-Cuius (în germană Tschobankuius) au trăit și germani dobrogeni de religie evanghelică.

## Istoric
Localitatea, cunoscută în timpul dominației otomane ca și Kasim, rămâne în posesia acestora până în 1878, anul statalității principatului autonom bulgar. După ce Bulgaria iese perdantă din cel de al Doilea Război Balcanic, orașul este cedat României împreună cu sudul Dobrogei. În timp ce se afla între granițele României a purtat denumirea de Sfântu Dumitru (1918-1934), iar din 1934 până în 1942, Ion Gheorghe Duca. Din 1942, doi ani după revenirea teritoriilor pierdute la Bulgaria, localitatea poartă denumirea pe care o are și astăzi, dată în cinstea lui Ștefan Toșev, comandant de oști și erou în Primul Război Mondial.

## Demografie
Componența etnică a orașului Gheneral Toșevo
     Romi (6,45%)
     Turci (2,26%)
     Bulgari (84,02%)
     Nicio identificare (6,94%)
     Altele (0,31%)
La recensământul din 2011, populația orașului Gheneral Toșevo era de 6.928 locuitori. Din punct de vedere etnic, majoritatea locuitorilor (84,02%) erau bulgari, existând și minorități de romi (6,45%) și turci (2,26%). Pentru 6,94% din locuitori nu este cunoscută apartenența etnică.